# Gallorömischer Weg
Der Gallorömische Weg führt Wanderer durch die Kulturlandschaft um den Schaumberg bei Tholey im Saarland. Dieser war bereits zur Zeit der Kelten und Römer dicht besiedelt. Er hat eine Länge von 25 km und ist mit einem roten GR auf weißem Untergrund markiert.

## Verlauf
Der Startpunkt der Wanderung ist der Marktplatz in Tholey, der sich in unmittelbarer Nähe der Klosterkirche befindet. Der Weg führt zunächst auf der Straße entlang Richtung Sotzweiler, erst am Ortsrand wendet er sich in nördlicher Richtung in den Wald. Am Westhang des Schaumberges erreicht der Wanderer die Blasiuskapelle, die 1246 zum ersten Male erwähnt wurde. Nach dem Erreichen des Ortes Hasborn führt der Weg über ein original erhaltenes Stück einer Römerstraße und erreicht an Resten einer Villa Rustica, einem Tempelbezirk und einem keltischen Gräberfeld vorbeilaufend das Hofgut Imsbach. Von hier führt der Weg zur historischen Johann-Adams-Mühle, der Wanderer erreicht an einem keltischen Fürstengrab vorbeigehend das Tal der Blies. Der Weg führt nun wieder Richtung Tholey, an den Resten eines römischen Vicus und einer Kreuzung zweier Römerstraßen vorbei erreicht der Wanderer wieder den Marktplatz von Tholey.

## Sehenswertes an der Strecke
- Abteikirche St. Mauritius in Tholey
- Blasiuskapelle
- Hofgut Imsbach
- Johann-Adams-Mühle